# Rămășițele viselor
Rămășițele viselor (2015) este un volum de povestiri al scriitorului român Liviu Surugiu. Acesta este structurat în două părți, prima dintre ele conținând proze publicate în perioada 1994-1995, iar cea de-a doua texte scrise și/sau publicate între 2013-2015. Multe dintre aceste povestiri, mai ales din prima perioadă, au fost finaliste sau câștigătoare a diverse premii literare.
În anul 2016, cartea a primit premiul Romcon pentru cel mai bun volum de povestiri.

## Conținut

### 1994-1995
- Visându-l pe Mart Senson
- Adevărul despre Woopy
- Mâinile lui Solomon
- Visus
- Castelul câinilor
- Îngeri și câini

### 2013-2015
- Mart Senson revine
- Grădina din sicriu, sicriul din cușcă
- Daisy
- Evangelion
- Renașterea
- Omul de pe Calea Victoriei
- Înghețul

## Intriga
Visându-l pe Mart Senson
În 1995, Liviu Surugiu a debutat în nr. 86 din Jurnalul SF cu această povestire, care-i adusese premiul JSF-Atlantykron în anul precedent. Ea prezintă modul în care visele avute în starea REM a somnului ajung să producă legături la nivel fizic între persoane, fiind republicată în 2015 în revista Ficțiuni.ro și CPSF, în cea din urmă sub titlul Ultimul vis al lui Mart Senson.
Adevărul despre Woopy
Publicată inițial în nr. 568 din CPSF Anticipația', povestirea arată cum, cu ajutorul umbrelor, un copil reușește să readucă la viață diverse ființe, cu consecințe tragice pentru cei din jur. Textul a fost recompensat cu Premiul Juriului - Pozitronic 1995.
Mâinile lui Solomon
Povestirea a primit premiul SuperNova în 1994. A apărut pentru prima dată în nr. 124-125 al Jurnalului SF, fiind reeditată în 2015 în revista Nautilus. Intriga prezintă ascensiunea unui boxer ajuns în grija unui antrenor care folosește metode stranii de lucru. În loc să-l pregătească pentru lupta unui adeversar anume, el îi antrenează separat mâinile ca să-și devină, una alteia, dușman.
Visus
Apărută în nr. 158 din Jurnalul SF, povestirea descrie un viitor distopic, în care oamenii sunt folosiți în fabrici în perioada visului. Acest lucru duce la creșterea productivității, dar are efecte devastatoare asupra muncitorilor, a căror viață reală se scurtează în ritm accelerat. În 1995, textul a fost recompensat cu Marele Premiu ARSFAN.
Castelul câinilor
Povestirea a fost publicată în nr. 143 al Jurnalului SF și aduce în discuție o metodă revoluționară de tratare a copiilor cu dizabilități psihice folosind dresajul canin. Metoda dă rezultate extrem de bune, dar nu ia în seamă condiționările pe care le impune ierarhia unei haite.
Îngeri și câini
Ultimul text din perioada 1994-1995 a apărut în SuperNova și a fost recompensat cu premiul pentru cea mai bună schiță la concursul Sigma din 1995. Această nouă distopie vorbește despre un viitor în care oamenii fără câini însoțitori sunt prinși de hingheri întocmai ca și câinii fără stăpân.
Mart Senson revine
Secțiunea 2013-2015 începe cu o continuare scrisă după 21 de ani a povestirii care deschide volumul. De dincolo de moarte, Mart Senson revine să-și încheie socotelile cu apropiații rămași în viață.
Grădina din sicriu, sicriul din cușcă
Un om găsește în propria curte o plantă rădăcinoasă care prezintă similitudini cu morcovul și cartoful. Interesat de evoluția ei la culturile din jur, protagonistul o transferă într-un sicriu pe care-l avea în gospodărie. Dar efectele negative ale plantei încep să se extindă la animalele și oamenii din jur, iar încercarea de a o distruge dă greș.
Daisy
Povestirea a fost premiată de Gazeta SF în 2013 și a fost publicată sub pseudonimul Christian Lis. Aparent o utopie în care oamenii au atins nemurirea, schița aduce în discuție accentele neplăcute ale acestui lucru și încercarea disperată a omenirii de a redescoperi bolile și moartea.
Evangelion
Publicată în 2012 în Gazeta SF, povbestirea prezintă călătoria unei nave spațiale prin sistemul solar răvășit de război, cu planete care nu mai sunt propice vieții și o populație îmbătrânită. În periplul ei, întâlnește două personaje stranii, întruchipându-i pe Dumnezeu și pe Satan, a căror confruntare poate schimba soarta omenirii.
Renașterea
Schița a fost publicată în 2015 în revista Nautilus și descrie soarta tragică a unui copil care promite să devină un geniu al picturii. Un accident pune însă capăt carierei sale, dar acest lucru îi permite să pătrundă mai adânc în tainele pictorilor renascentiști și să descopere o legătura stranie care-i unește pe zece dintre aceștia.
Omul de pe Calea Victoriei
Acțiunea singurei povestiri care n-a mai apărut anterior în vreo publicație se petrece în perioada alegerilor prezidențiale din 2014 din România. În centrul ei se află un bărbat care nu știe de ce a devenit brusc ținta serviciilor secrete, asta până când descoperă legăturile dintre el și persoana care a dus la prăbușirea blocului comunist, Mihail Gorbaciov.
Înghețul
Cu acest scenariu, Liviu Surugiu a fost finalist în anul 2013 la Concursul Național de Scenarii organizat de HBO România în parteneriat cu TIFF, secțiunea lungmetraj. În el, localitatea Roșiorii de Vede este afectată de un îngheț atipic, a cărui evoluție are efecte catastrofale asupra oamenilor. În cele din urmă, se dovedește că el are legătură cu Glaciația Würm, aducând la viață o serie de ființe care au trăit în urmă cu zeci de mii de ani pe teritoriul actual al României.

## Opinii critice
Literatura pe tocuri este de părere că „fanii genului SF, dar nu numia, vor fi încântați să descopere aceste proze scurte, pline de originalitate, cu un ritm deosebit de alert”. Exprimându-și aprecierea cu privire la volum, scriitoarea Teodora Matei spune în Gazeta SF: „E un fir roșu de-a lungul întregului volum: moartea nu mai e privită ca o certitudine, ea poate fi amânată, păcălită, răzbunată. Visul e un instrument sau o realitate paralelă. După o analiză mai atentă, am putea concluziona că oamenii sunt rămășițele viselor.”.
În anul 2016, volumul a fost recompensat cu premiul Romcon pentru cel mai bun volum de povestiri al anului 2015.